# Combat Search and Rescue

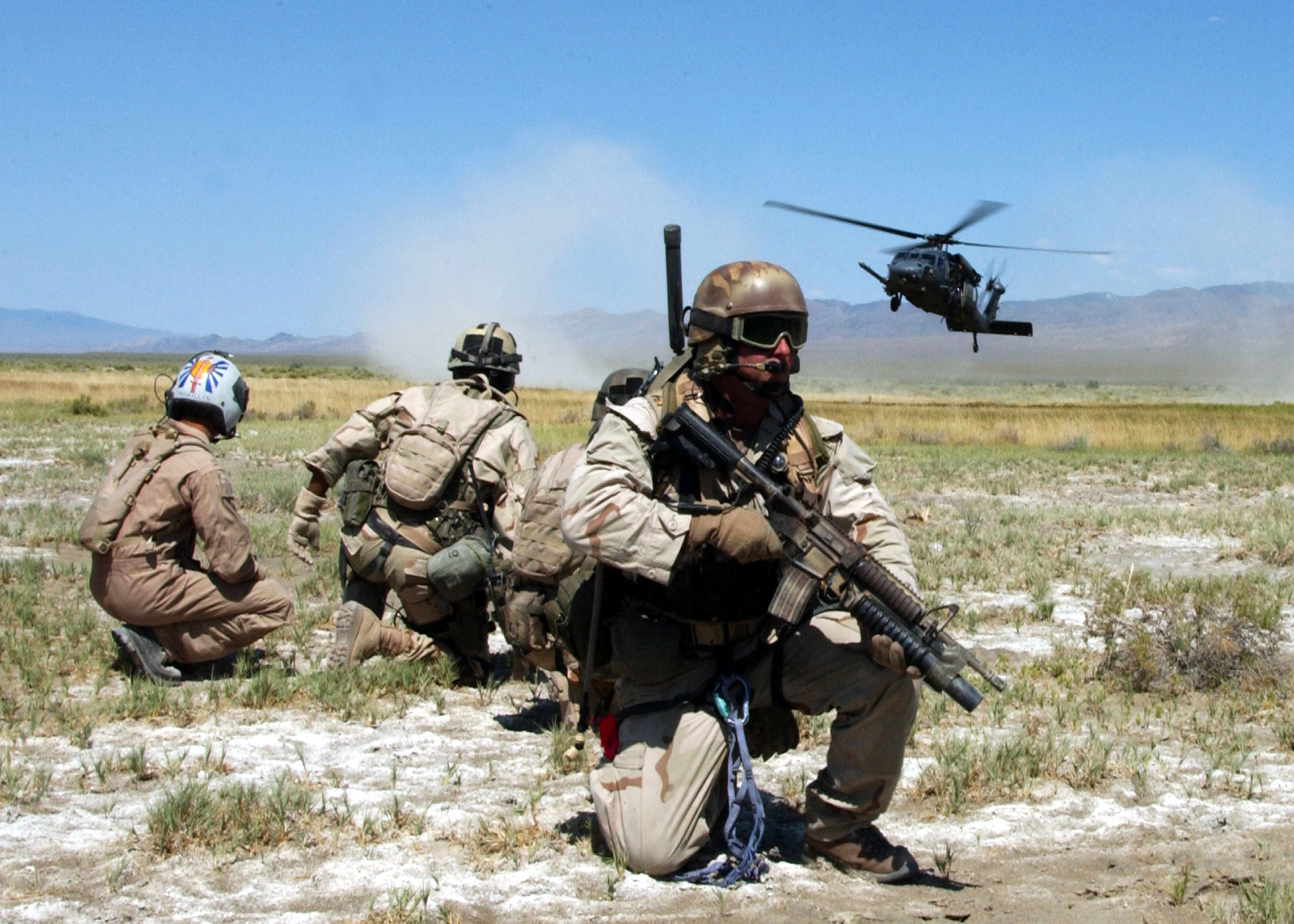
Pararescue Jumpers der USAF sichern die Landezone mit einem simulierten Überlebenden für die Abholung durch einen Hubschrauber vom Typ HH-60G Pave Hawk

Combat Search and Rescue (kurz: CSAR; englisch ‚bewaffnete Suche und Rettung‘) bezeichnet in NATO-Staaten die militärische, bewaffnete Form von Such- und Rettungsaktionen in Krisen- und Kriegsgebieten. Es ist zu unterscheiden von der Beteiligung des Militärs an zivilen Notfallrettungdiensten oder dem Katastrophenschutz. CSAR soll nicht nur der Rettung isolierter oder verwundeter Personen dienen, sondern diese auch vor (Kriegs-)Gefangenschaft und Ermordung schützen.
CSAR ist ein Element der Personnel Recovery (PR, deutsch: Personenrückführung), welche unter ihrem Dach Operationen zur Rettung verschleppter, vermisster und isolierter Personen beinhaltet. Eine wirkliche Unterscheidung zwischen diesen beiden Begriffen wird derzeit jedoch nur durch die Vereinigten Staaten vorgenommen. Die europäischen NATO-Mitglieder setzen beide Begriffe gleich.
CSAR wird im Regelfall durch die Luftstreitkräfte des jeweiligen Staates bzw. Militärbündnisses koordiniert, da die meisten CSAR-Missionen auf den Einsatz von Hubschraubern und die Unterstützung durch Kampf- und Überwachungsflugzeuge zurückgreifen. CSAR-Missionen können jedoch auch mit Bodenfahrzeugen oder Schiffen und Booten durchgeführt werden.

## Unterschiedliche Definitionen
CSAR wird von der NATO als die Detektion, Identifikation und Rettung von abgeschossenen Flugzeugbesatzungen und – wenn angebracht – in Gefahr befindlicher isolierter Militärangehöriger in einer feindlichen Umgebung während Krisen und Krieg definiert. Voraussetzung ist dabei, dass diese Personen dafür ausgerüstet und trainiert sind, um in einem Operationsgebiet CSAR-Unterstützung zu erhalten.
Nach Definition der US-Streitkräfte ist CSAR eine spezielle, durch Rettungskräfte durchgeführte Aufgabe, um in Gefahr befindliche Personen zu retten. Dieses sowohl auf Kriegsschauplätzen als auch bei militärischen Operationen, die keine Kriege sind (Military Operations other than War, MOOTW). […]
Die primäre Aufgabe von Air-Force-CSAR-Maßnahmen ist es, abgeschossene Flugzeugbesatzungen und andere isolierte Militärangehörige zu retten. Die Rettungskräfte können zusätzlich Aufgaben wie MEDEVAC, zivile SAR-Missionen, Katastrophenhilfe, internationale Hilfsaufgaben, die Evakuierung von Nichtkombattanten (noncombatant evacuation operations, NEO), Anti-Drogen-Operationen und konnten Space-Shuttle-Unterstützung übernehmen.

## Konzept
Die Rettungskräfte und die zu rettende Flugzeugbesatzung führen das Rettungsverfahren unter Gefechtsbedingungen nach einheitlich festgelegten Verfahren durch.
CSAR wird von Militäreinheiten während eines Kampfeinsatzes durchgeführt. Dies umfasst das Suchen und Retten von abgeschossenen Piloten aber auch von abgekommenen Teileinheiten hinter feindlichen Linien. Die CSAR-Hubschrauber und -Einsatzkräfte genießen nicht den besonderen Schutz der Genfer Konvention für Sanitätstransporte und Personal, sie dürfen auch keine Schutzzeichen wie Rotes Kreuz oder Roter Halbmond führen.
Einige Beispiele für CSAR-Einsätze waren die Rettung des USAF-Piloten Scott O’Grady oder die weniger erfolgreichen Versuche während der Schlacht von Mogadischu, bei dem die Spezialeinheit 24th Special Tactics Squadron der USAF für CSAR-Einsätze bei der Rettungs- und Bergungsoperation beteiligt war. Die USAF führte bereits im Koreakrieg eine Frühform von CSAR mit Erfolg durch und verfeinerte sie im Vietnamkrieg. Hubschrauber beobachteten den Luftraum über der Gefechtszone und flogen sofort zur Absturzstelle des abgesprungenen Piloten, um ihn aufzunehmen.
CSAR besteht nicht nur aus der Bereitstellung eines bewaffneten Rettungshubschraubers, sondern beinhaltet auch Überlebens- und Verhaltensvorgaben für Luftfahrzeugführer und Truppen beim Kampfeinsatz in Feindgebiet, um der Gefangennahme zu entgehen, spezieller Fernmeldeausrüstung zur Verbindungsaufnahme mit dem Rettungsluftfahrzeug. Die CSAR-Einheiten sind bereits mit Beginn von Gefechtshandlungen einsatzbereit, um entweder sofort reagieren zu können oder erst später nach Abschluss der allgemeinen Gefechtshandlungen die Rettung einzuleiten.

## Geschichte

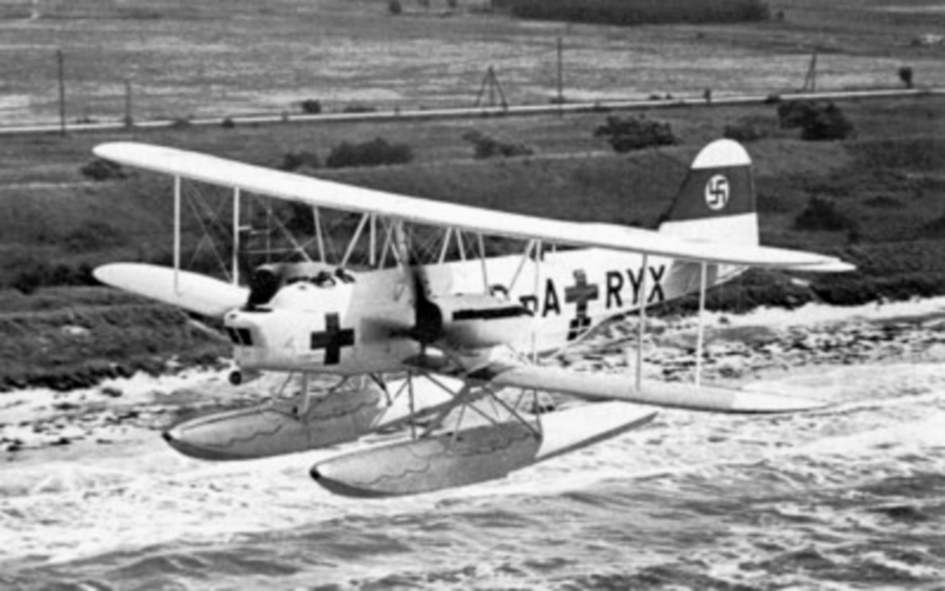
He 59 Seenotflugkommando 2, 1940

Die deutsche Luftwaffe der Wehrmacht unterhielt zwölf Seenotstaffeln und zwei Seenotflottillen. Die Frontfliegergeschwader der Luftwaffe hielten STOL Fieseler Fi 156 für die frontnahe Rettung von abgeschossenen Piloten bereit.

## Aktuelle Situation

### Deutschland
Die Bundeswehr verfügt mit der Aufstellung der Kampfretter der Luftwaffe seit 2013 über dedizierte Kräfte für den Auftrag „Rettung und Rückführung“. Kampfretter der Luftwaffe nehmen den CSAR-Auftrag für die Bundeswehr wahr. Bis zum Status „initial operative capable“ (ioc) der Kampfretter der Luftwaffe wurde die grundsätzliche Befähigung durch das Kommando Spezialkräfte gewährleistet.
Bereits 1996 wurde eine CSAR-Gruppe der Luftwaffe aufgestellt, die bis 2006 in Holzdorf stationiert war. Laut einer Antwort der Bundesregierung auf eine Kleine Anfrage sollte diese „nach Zulauf der Plattform NH90 CSAR das verzugslose Erreichen einer CSAR-Befähigung konzeptionell [vorbereiten]“. Dazu wurden unter Zuhilfenahme von Bell UH-1D Verfahren erarbeitet und in nationalen und internationalen Übungen angewandt. Dies solle ermöglichen, ab 2011 eine erste CSAR-Befähigung aufzubauen.
Im Jahr 2008 teilte das Bundesministerium der Verteidigung jedoch mit, dass sich das Konzept des NH90-CSAR-Hubschraubers „mit dem vorliegenden Angebot der Firma Nato Helicopter Industries (NHI) nicht umsetzen“ ließ, da es vor allem Probleme mit dem Datenfunk und der Satellitenkommunikation gegeben habe. Es war geplant, zwölf NH90-Hubschrauber so umzurüsten, dass acht Rüstsätze bei Bedarf hätten montiert werden können. Dies hätte eine Luftbetankungsmöglichkeit, das Datenfunksystem MIDS/Link 16, ein Strahlenmessgerät, eine Peilvorrichtung und eine Möglichkeit zur Selbstverteidigung gegen angreifende Flugzeuge beinhaltet.
Während des ISAF-Einsatzes in Afghanistan wurde eine Personell-Recovery-Gruppe durch Objektschützkräfte der Luftwaffe gestellt, welche durch US-Kräfte unterstützt wurde (siehe Abschnitt Afghanistan).
Bis Februar 2007 gab es laut einer Auskunft des Bundestages keine Situationen, in denen deutsche Soldaten durch eine CSAR-Operation gerettet werden mussten.

### Schweiz
Die Schweizer Luftwaffe ist für SAR-Missionen ausgerüstet, die Lage bei der Möglichkeit, CSAR-Operationen durchzuführen, wird jedoch als „schwierig“ bezeichnet und der SAR-Helikopter Super Puma als „nicht kampfzonentauglich“ eingestuft.

### Bulgarien
Mit Stand Dezember 2006 plante das bulgarische Militär die Beschaffung von vier Eurocopter AS 532-Helikoptern als Hauptelemente für CSAR-Missionen.

### Afghanistan
Die NATO unterhielt in Kabul (Afghanistan) während der ISAF-Mission ein Combined Rescue Coordination Center (CRCC), das der Air Task Force (ATF) im Theater Air Operations Centre (TAOC) angeschlossen war. Dabei lag nicht nur die Rettung von Piloten im Fokus, sondern die Rettung aller in Gefahr befindlicher Militärangehöriger in Afghanistan, auch im Rahmen von MedEvac und CasEvac.
Für Aufgaben dieser Art wurden unter anderem spanische, türkische und deutsche Hubschrauber in Bereitschaft gehalten. Daneben standen belgische, dänische und schwedische C-130 in Kabul, sowie deutsche C-160 in Termiz als Unterstützung zur Verfügung. Außerdem wurden Tanklager für Flugtreibstoff in fast allen Provinzbasen angelegt.
Alle Piloten erhielten ein aufgabenbezogenes Briefing sowie ein SERE-Training (survival, evasion, resistance and escape) durch US-Instruktoren.
Bewaffnete Rückführungen im Rahmen des ISAF-Mandates wurden durch das „Personel Recovery Team Afghanistan“ von Luftwaffen-Infanteriekräften der deutschen Objektschutzgruppe Mazar-e Sharif durchgeführt, das durch US-amerikanische UH-60 Black Hawks mit deren Piloten und Bordschützen unterstützt wurde.

## Ausrüstung
CSAR-Hubschrauber verfügen oft über eine Möglichkeit zur Luftbetankung und sind speziell für diese Missionen umgerüstet. In den Vereinigten Staaten wurde speziell das Tiltrotor-Flugzeug Bell-Boeing V-22 für diese Zwecke eingeplant, da einige Nachteile von Hubschraubern wie geringere Geschwindigkeit und Reichweite nicht bestehen. Im Oktober 2007 wurde eine Ausschreibung über 141 Hubschrauber für CSAR-Missionen veröffentlicht. Eigentlich hatte bereits im Jahr 2006 der Boeing HH-47 Chinook gewonnen, nach Protesten von Lockheed-Martin und Sikorsky Aircraft Corporation wurde die Ausschreibung jedoch erneut begonnen.